# Timberlane (Illinois)
Timberlane é uma vila localizada no estado americano de Illinois, no Condado de Boone.

## Demografia
Segundo o censo americano de 2000, a sua população era de 234 habitantes.
Em 2006, foi estimada uma população de 551, um aumento de 317 (135.5%).

## Geografia
De acordo com o United States Census Bureau tem uma área de
3,4 km², dos quais 3,4 km² cobertos por terra e 0,0 km² cobertos por água.

## Localidades na vizinhança
O diagrama seguinte representa as localidades num raio de 16 km ao redor de Timberlane.